# Sony DSC-H2
Sony Cyber-shot DSC-H2 é uma câmera fotogrática compacta da série H fabricada pela Sony.
Algumas caractaristicas da DSC-H2 são:
- 6.0 megapixeis efetivos
- 12x de Zoom ótico
- Macro 2 cm
- Sensibilidade elevada (ISO Auto / 80 / 100 / 200 / 400 / 800 / 1000)
- AF de ponto flexível
- LCD de 2,0"
- Retardamento do obturador 0,4 seg.
- Tempo de fecho do obturador 0,009 seg.
- Duração da bateria STAMINA (aproximadamente 400 fotos, de acordo com norma CIPA)
- Processador de Imagens Reais
- Focagem manual
- Equilíbrio de brancos manual
- Memória interna de 30 MB
- Iluminador AF